# Judith Zimmer
Judith F. Zimmer (* 30. September 1965 in Berlin) ist eine deutsche Fernsehmoderatorin.

## Familie und Ausbildung
1983 absolvierte sie ihr Abitur, hat bereits mit neun Jahren beim Rundfunk (RIAS Berlin) moderiert, dann Hotelkauffrau gelernt. Seit 2005 studiert sie parallel zu ihrer Arbeit Politologie an der Fernuniversität.

## Rundfunk und Fernsehen
Erste Erfahrungen in der Medienbranche sammelte sie unter anderem bei RIAS Berlin sowie bei Antenne Bayern in München. Ab 1990 arbeitete sie beim Bayerischen Rundfunk als Hörfunkmoderatorin, ab 1993 für das DSF als Fernsehmoderatorin, unter anderem bei Außer Kontrolle. Danach folgte das Bayerische Fernsehen mit der Moderation des Vormittagsprogramms, Space Night extra (mit Ulrich Walter) und dem Kinderprogramm Schlawiner Platz.
Seit 1996 ist sie als freie Moderatorin für verschiedene Sender tätig.

## Privates
Zimmer hat drei Kinder, liest gerne, fährt Motorrad.